# Sericomyia meyeri
Sericomyia meyeri är en tvåvingeart som först beskrevs av Fluke 1939.  Sericomyia meyeri ingår i släktet torvblomflugor, och familjen blomflugor. Inga underarter finns listade i Catalogue of Life.